# Thunderdome IV - The Devil's Last Wish
Albums de V.A
Thunderdome III - The Nightmare Is Back!
(1993) Thunderdome V - The Fifth Nightmare!
(1994)
Thunderdome IV - The Devil's Last Wish est la quatrième compilation de la série des albums Thunderdome, issue du concept du même nom, sortie en 1993.

## Présentation
The Devil's Last Wish est la quatrième compilation du concept Thunderdome, toutes jusque-là sortie en 1993. Elle succède à Thunderdome III - The Nightmare Is Back! (1993) et précède Thunderdome V - The Fifth Nightmare! (1994).
La compilation comporte trente-deux pistes. Elle débute avec Noise Is The Message Rmx de Hardsequencer et se termine avec Team Spirit de la Dreamteam, groupe fétiche du producteur ID&T. L'album sort concomitamment avec le concert Thunderdome Zurich, qui se déroule le 16 avril 1994.

## Pistes
| 1.  | Noise Is The Message (Rmx)                            | Hardsequencer (de)            |  |
| 2.  | Silke (The Speedfreak Remix)                          | Elsa Gold II                  |  |
| 3.  | Tutti Frutti (Rotterdam Mix)                          | Igor Campaner / Luca Moretti  |  |
| 4.  | Tiroler Kaboemsch                                     | Charly Lownoise & Mental Theo |  |
| 5.  | Passiv                                                | Car & Driver                  |  |
| 6.  | The Place To Be                                       | RMB                           |  |
| 7.  | Summer                                                | Sorcerer                      |  |
| 8.  | Weekend Track (Original Mix)                          | NIP Collective                |  |
| 9.  | SGE (1st Mob Mix)                                     | Nasty Django                  |  |
| 10. | 10 Seconds To Terminate Live                          | Casseopaya                    |  |
| 11. | Zimboculture                                          | E-De-Cologne                  |  |
| 12. | Red Poison Part 1                                     | Speedfreak                    |  |
| 13. | Rave City                                             | Yves De Ruyter III            |  |
| 14. | Demilitarized Zone                                    | DJ Bountyhunter               |  |
| 15. | Ein Bisschen Frieden                                  | E-De-Cologne                  |  |
| 16. | Alpha 1                                               | Lenny Dee                     |  |
| 17. | Red Poison Part 3                                     | Speedfreak                    |  |
| 18. | Edit Madness                                          | Omar Santana                  |  |
| 19. | The Blood Of An English Muffin (M. Steenbergen Remix) | English Muffin                |  |

| 1.  | Welcome To The Thunderdome     | Dano          |  |
| 2.  | Party Children                 | The Prophet   |  |
| 3.  | A Night In Boston              | F. Salee      |  |
| 4.  | Spirits Of Soul                | The Prophet   |  |
| 5.  | 100% Effective                 | Buzz Fuzz     |  |
| 6.  | About Us                       | Dano          |  |
| 7.  | The Dreamtheme                 | The Prophet   |  |
| 8.  | D-Leria                        | Buzz Fuzz     |  |
| 9.  | Monological Destruction        | F. Salee      |  |
| 10. | Marsh Mellow                   | Dano          |  |
| 11. | Yvette                         | Buzz Fuzz     |  |
| 12. | The End Of The Beginning       | F. Salee      |  |
| 13. | Live In Tilburg! (Team Spirit) | The Dreamteam |  |

## Accueil
| Classement                               | Meilleure position | Semaines passées dans le classement | Date d'entrée   | Date de sortie |
| ---------------------------------------- | ------------------ | ----------------------------------- | --------------- | -------------- |
| Pays-Bas (Mega Verzamelalbum Top 30)     | 3                  | 14                                  | 8 janvier 1994  | 16 avril 1994  |
| Suisse (Schweizer Hitparade)             | 4                  | 6                                   | 23 janvier 1994 | 13 mars 1994   |
| Autriche (Ö3 Austria Top 20 Compilation) | 3                  | 6                                   | 23 janvier 1994 | 6 mars 1994    |

Comme les trois compilations précédentes, The Devil's Last Wish entre au top 30 des compilations du hit-parade néerlandais. Cette compilation s'exporte à nouveau, et se classe à la quatrième place dans le top 25 des compilations du hit-parade suisse, et attaque le marché autrichien, atteignant la troisième place du top 20 des compilations.
Chez les fans, l'album a été bien accueilli par le site Gabber.no.sapo.pt avec une note de quatre étoiles sur cinq. Selon l'auteur, « l'album est distribué avec une très belle couverture sombre. » Il explique également que « cette compilation est l'une des plus courtes (par nombre de pistes) de la première génération du hardcore et de Thunderdome. »